# Wodniki
Wodniki es una localidad del distrito de Góra, en el voivodato de Baja Silesia (Polonia). Se encuentra en el suroeste del país, dentro del término municipal de Wąsosz, a unos 6 km al noroeste de la localidad homónima y sede del gobierno municipal, a unos 17 al sudeste de Góra, la capital del distrito, y a unos 55 al norte de Breslavia, la capital del voivodato. Wodniki perteneció a Alemania hasta 1945.
- Datos: Q8029010